# 三從四德
三从四德是中国古代对女子的行为要求。「三从」即未嫁从父、出嫁从夫、夫死从子，最初是女子的服丧标准，借以体现女性在伦常秩序中的依附性地位，在后世转而直接指代女性要服从男性；「四德」是指妇德、妇言、妇容、妇工。

## 三從
“三从”最早见于周、汉儒家经典《仪礼·丧服·子夏传》，原文如下：
为父何以期也？妇人不贰斩也。妇人不贰斩者，何也？妇人有三从之义，无专用之道。故未嫁从父，既嫁从夫，夫死从子。
「斩」指的是斩衰，是最高级别的丧服，丧期为三年。
上文大意是，女子喪父該如何服喪？女子不服兩次斬衰。什麼是女子不服兩次斬衰？女子有三從的規定決定如何服喪，女子在出嫁前，给其他亲人服丧的等級和父亲一致；出嫁后，给其他亲人服丧的等級和丈夫一致；丈夫去世后，给其他亲人服丧的等級和儿子一致。
“三从”这个词是丧服的专用术语，其中的“从”字释义和“从服”中“从”的释义相识，指的是并非依据自己和死者的关系而定，而是依据他人和死者的关系而定的丧服。有人依据这个本义，提出五四運動后对“三从”的批判属于断章取义，但事实上，古人对三从的理解并不局限在服丧问题上。例如《大戴礼记·本命第八十》上就说：“女者，如也，子者，孳也；女子者，言如男子之教而长其义理者也，故谓之‘妇人’。妇人，伏于人也，是故无专制之义，有三从之道：在家从父，适人从夫，夫死从子，无所敢自遂也。教令不出闺门，事在馈食之间而正矣，是故女及日乎闺门之内，不百里而奔丧，事无独为，行无独成之道。参之而后动，可验而后言，宵行以烛，宫事必量，六畜蕃于宫中，谓之信也，所以正妇德也。”

## 四德
「四德」本是古代规定的“妇学”观念。《周礼·天官冢宰第一》中说：“九嫔掌妇学之法，以教九御妇德、妇言、妇容、妇功。”“九嫔”、“九御”均为宫内女官。
汉代班昭的《女誡》對「四德」有詳細解釋：「女有四行：一曰婦德，二曰婦言，三曰婦容，四曰婦功。夫云婦德，不必才明絕異也；婦言，不必辯口利辭也；婦容，不必顏色美麗也；婦功，不必工巧過人也。清閒貞靜，守節整齊，行己有恥，動靜有法，是謂婦德。擇辭而說，不道惡語，時然後言，不厭於人，是謂婦言。盥浣塵穢，服飾鮮潔，沐浴以時，身不垢辱，是謂婦容。專心紡績，不好戲笑，潔齊酒食，以奉賓客，是謂婦功。此四者，女人之大德，而不可乏之者也。然為之甚易，唯在存心耳。」在后世，《女诫》所提规范成為中国傳統社会对女性的主流要求。